# Mary Skeaping
Mary Skeaping, född 15 december 1902, död 9 februari 1984, var en brittisk balettdansare och koreograf. Hon var balettmästare för Kungliga Baletten på Kungliga Operan i Stockholm från 1953 till 1962. 
Medlem vid Anna Pavlovas balett 1925. Med Mary Skeaping som balettmästare inleddes 1953 en mycket aktiv tid för svenska baletten. Hon hade som mål att återge kungliga baletten den prestige den hade haft under sin första tid, och lyckades bra med sitt mål. Hon forskade även i svensk danshistoria.